# Balatonkeresztúr
Balatonkeresztúr is een plaats (község) en gemeente in het Hongaarse comitaat Somogy. Balatonkeresztúr telt 1603 inwoners (2001).